# ملعب أبو بكر عمار
 ملعب أبو بكر عمار  هو ملعب يقع في سلا في المغرب، هو الاستاد الرسمي لنادي الجمعية السلاوية .  تستضيف مباريات الفريق المحلية . قدرته الاستعابية تقدر بحوالي 15،000 مقعدا.
بُنِي في  تسعينيات القرن الماضي لكنه بقي مقفلا نظرا لإيقاف الأشغال به لأسباب مادية بالإضافة إلى أن المدينة والنادي كانا يتوفران على  ملعب المسيرة  العريق والذي كان متواجدا على ضفاف نهر أبي رقراق. لكن وبعد مصادقة الحكومة المغربية على ما عُرِف بمشروع إعادة تهيئة ضفتي أبي رقراق  سنة 2005، تم هدم ملعب المسيرة لبناء منتزهات ومركبات سياحية وفندقية. بعد ذلك قرر مجلس مدينة سلا إكمال الأشغال بملعب بوبكر عمار حيث انتهت أشغال تهيئة الملعب أواخر 2007.
| الطاقة الاستيعابية | 15.000 |
| ارضية الملعب       | العشب الاصطناعي، الدرجة الثالثة                                                                                      |
| موقع الملعب        | يقع الملعب امام المحطة الطرقية لمدينة سلا ,و بالقرب من القاعة المغطاة فتح الله البوعزاوي لفريق جمعية سلا لكرة السلة. |